# 上杉顕孝
上杉 顕孝（うえすぎ あきたか）は、江戸時代中期の出羽国米沢藩の世嗣。

## 経歴
安永5年（1776年）、出羽国米沢藩9代藩主・上杉治憲（鷹山）の長男として米沢城にて誕生。母は側室お豊の方。天明2年10月7日（1782年11月11日）に父の養嗣子である上杉治広（8代藩主・上杉重定の次男）の養子に定められ、諱を顕孝とされる。
天明3年（1783年）3月には土佐藩主・山内豊雍の娘・采姫（米とも）と婚約する。天明5年（1785年）に実父が隠居し、米沢藩主嗣子となり、若殿様と称される。同年9月22日に米沢城の三の丸に実父の隠居所である餐霞館が完成すると、実父、実母とともに移る。後に江戸に移る。また、実父同様に細井平洲が師範となる。
莅戸善政の子・莅戸政以が寛政元年（1789年）に顕孝の用人、寛政2年（1790年）からは傳役を務める。また、服部正相が学問相手となる。
しかし、家督相続前の寛政6年（1794年）、疱瘡にかかって江戸藩邸にて19歳で死去した。代わって斉定（重定の孫）が治広の養嗣子となり、のち藩主に就任した。

## 逸話
鷹山が世子顕孝に藩主としての心構えを「為（な）せば成る。為（な）さねば成らぬ何事も、成らぬは、人の為（な）さぬなりけり」の一言で示した。
実子を失った鷹山は悲しむことはかりしれず、顕孝の遺骸が米沢城に着いたとき、「十年余り見しその夢はさめにけり軒端に伝う松風の声」と一首の悲しみの歌を捧げた。

## 系譜
- 父：上杉治憲（1751-1822）
- 母：浄鏡院（1741-1822） - お豊の方、上杉勝延三女
- 養父：上杉治広（1764-1822）
- 婚約者：米 - 采子、山内豊雍の娘